# 苗賁皇
苗 賁皇（びょう ほんこう）は、中国春秋時代の晋の政治家。姓は羋、氏は鬬、後に封地名から苗、諱は賁皇。楚の公族の鬬椒の子。

## 概要
父の鬬椒が楚の荘王に討伐された際に、晋へ亡命して、晋の景公に仕えた。このとき、景公から苗の地を賜り苗氏を名乗るようになった。
あるとき次卿の郤克が、斉に晋の主宰する会盟への参加を求めて使いしたところ、郤克は斉の頃公の母に容貌が醜悪でびっこを引いているのを笑われた。郤克は怒り、従者の欒京廬に必ず斉君を会盟に引きずり出すように言い残して晋に帰国し、斉の討伐を行うことを景公に願い出たが、景公はこれを許さなかった。欒京廬を通じて郤克の怒りの凄まじさを知った頃公は恐れ、卿の高固を会盟の地である断道に使わした。高固は頃公の命でしぶしぶながら断道へ向かったが、途中でどうやら郤克が手勢を配して自分を殺そうとしていることを知った。高固は恐れて斉に逃げ帰ったが、晏弱・蔡朝・南郭偃という高固の配下の三人の大夫はこれを潔しとせずに決死の覚悟で断道に赴いた。一行は無事に断道にたどり着いたが、郤克に邪魔されて会盟に加われず、逆に捕えられてしまう。それを知った苗賁皇は三人を解放するのが上策であることを景公に説き、晏弱・蔡朝・南郭偃の三人は無事に斉に帰ることが出来た。
また、鞍の戦いで晋が斉に大勝したあとに、晋の景公に斉の頃公が挨拶に来たときの郤克の無礼な振る舞いをみて、「郤子は勇気はあるが礼を知らず、その功を誇って国君を辱めた。彼の一族はどれだけ続くだろうか」と言って郤氏の滅亡を予言した。
厲公6年（紀元前575年）、鄢陵の戦いでは晋の軍師として、晋から亡命した伯州犂という楚の軍師と戦い、晋軍を勝利へと導く。